# Cánh đồng Phlegraei

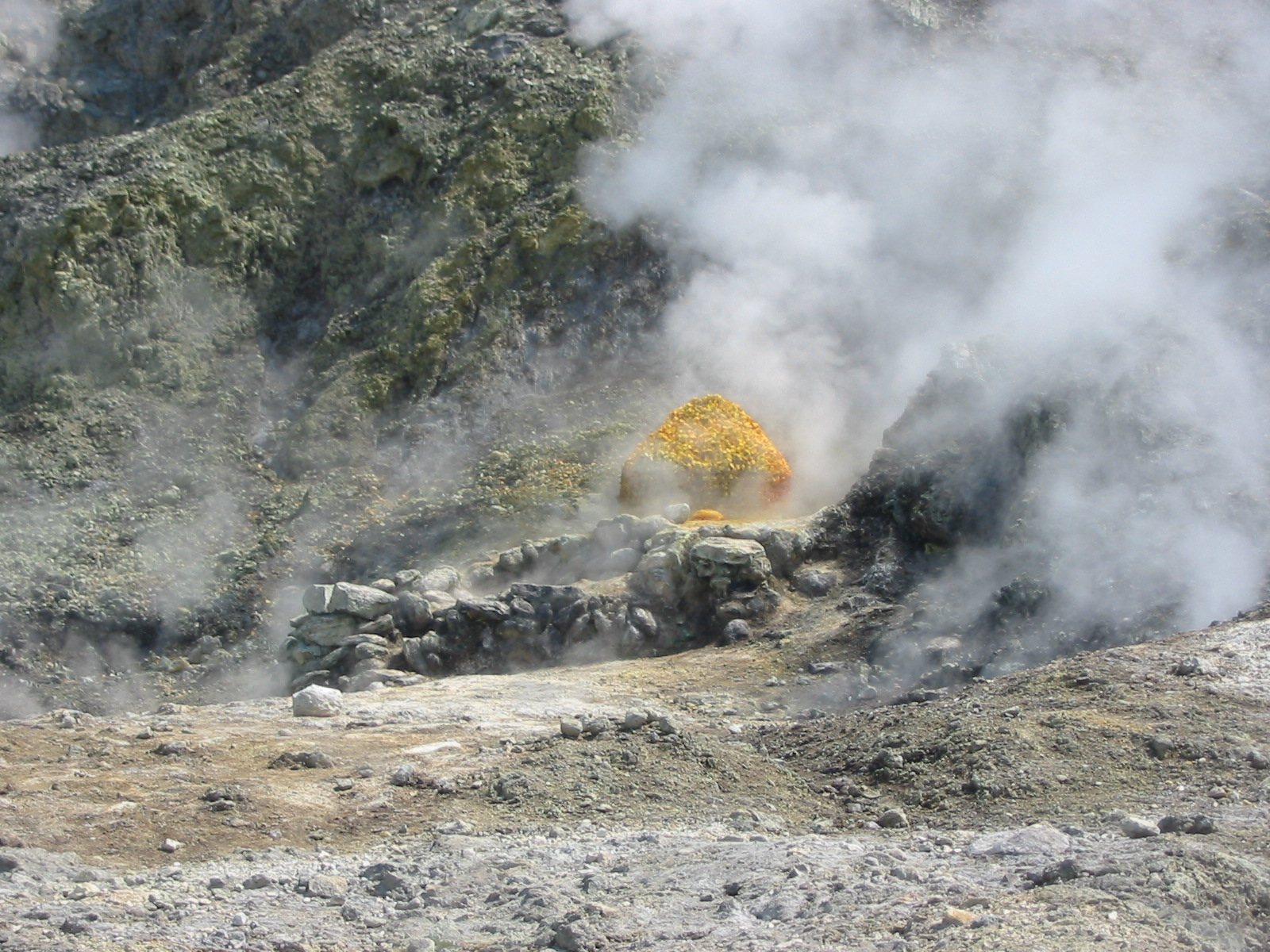
Lưu huỳnh tại miệng núi lửa Solfatara

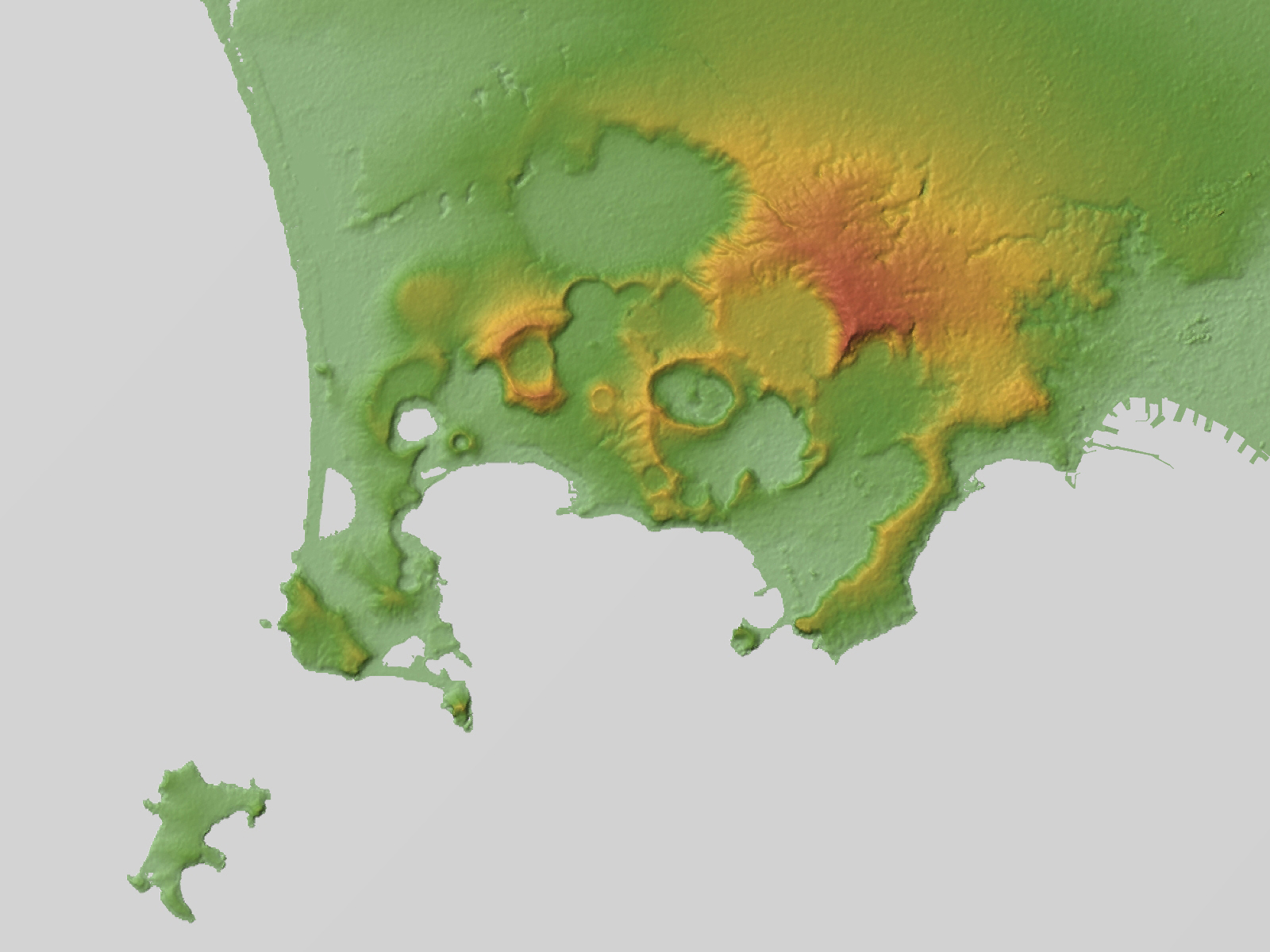
Bản đồ địa hình

Cánh đồng Phlegraei (tiếng Ý: Campi Flegrei; tiếng Anh: Phlegraean Fields, nghĩa là "cánh đồng Hỏa Diệm/cánh đồng bùng cháy", bắt nguồn từ tiếng Hy Lạp φλέγω phlego, "đốt cháy") là một siêu núi lửa cổ xưa nằm ở phía tây thành phố Napoli, miền nam nước Ý. Nó đã được công nhận là vườn địa phương vào năm 2003. Khu vực hõm chảo khổng lồ này bao gồm 24 miệng núi lửa và kết cấu núi lửa lớn và nhỏ; phần lớn trong số chúng nằm dưới mặt nước. Hoạt động thủy nhiệt có thể được quan sát tại Lucrino, Agnano và thị trấn Pozzuoli. Ngoài ra còn có các biểu hiện giải phóng khí gas trong miệng núi lửa Solfatara, ngôi nhà thần thoại của vị thần lửa La Mã, Vulcan. Khu vực này được giám sát bởi Đài quan sát Vesuvius.
Khu vực này cũng có hiện tượng địa chấn, thể hiện rõ nhất ở Macellum Pozzuoli (bị xác định nhầm là đền Serapis): các dải lỗ khoan do động vật thân mềm biển để lại trên các cột đá cẩm thạch cho thấy mức độ của khu vực này so với mực nước biển đã thay đổi.

## Các giai đoạn địa chất
Ba giai đoạn hoặc thời kỳ địa chất được nhận biết và phân biệt.
- Thời kỳ Phlegraei đầu tiên: Người ta cho rằng vụ phun trào của núi lửa Đại Hỏa Diệm xảy ra cách đây khoảng 39.280 ± 110 năm (ước tính cũ hơn ~ 37.000 năm), phun trào khoảng 200 km3 (48 mi khối) lượng magma (500 km3 (120 mi khối) khối lớn)[5] để tạo ra vụ phun trào Campania Ignimbrite.[6] Chỉ số Nổ Núi lửa (VEI) của nó là 7. Ngày xảy ra vụ phun trào Campania Ignimbrite (CI) khoảng 37.000 năm trước có sự trùng hợp ngẫu nhiên của thảm họa núi lửa này và cùng thời với những thay đổi sinh văn ở thời kỳ Pleistocen muộn trong và ngoài khu vực Địa Trung Hải. Những sự thay đổi trên bao gồm sự chuyển tiếp văn hóa từ thời đại đồ đá cũ trung sang thời đồ đá muộn và sự thay thế các quần thể người Neanderthal bằng người Homo sapiens hiện đại về mặt giải phẫu, một chủ đề của cuộc tranh luận kéo dài.[7] Không ít hơn 150 km³ của magma đã được sản sinh ra trong vụ phun trào CI này, dấu vết của chúng có thể được phát hiện trong các lõi băng ở đảo Greenland. Do sự gián đoạn lớn trong các trình tự khảo cổ được quan sát thấy trong hoặc sau vụ phun trào này, làm dấy lên giả thuyết về một sự can thiệp đáng kể vào các tiến trình loài người ở Địa Trung Hải Châu Âu.[8] Có thể những vụ phun trào này đã khiến người Neanderthal tuyệt chủng và dọn đường cho loài người hiện đại phát triển mạnh ở châu Âu và châu Á.[9] Khu vực này được đặc trưng bởi các bờ đá pipernoid tro tại đồi Camaldoli, như trong sườn núi phía bắc và phía tây của núi Cumae; các sản phẩm sâu hơn có thể được tìm thấy là những sản phẩm ở Monte di Procida, có thể nhận ra trong các vách đá ven biển của nó.
- Thời kỳ Phlegraei thứ hai, từ 35.000-10.500 năm trước.[4] Nó được đặc trưng bởi đá tro Napoli màu vàng là tàn tích của một ngọn núi lửa dưới nước khổng lồ, với đường kính k. 15 kilômét (9,3 mi); Pozzuoli là trung tâm của núi lửa này. Khoảng 12.000 năm trước, vụ phun trào lớn cuối cùng đã xảy ra, hình thành một miệng núi lửa nhỏ hơn bên trong miệng núi lửa chính, với trung tâm của nó là thị trấn Pozzuoli ngày nay.
- Thời kỳ Phlegraei thứ ba, cách đây từ 8.000-500 năm. Đặc trưng bởi đá tro pozzolana màu trắng, vật liệu hình thành phần lớn các núi lửa trong cánh đồng Phlegraei. Nói rộng ra, có thể đã có một hoạt động ban đầu ở phía tây nam trong vùng Bacoli và Baiae (10.000–8.000 năm trước); một hoạt động trung kỳ trong vùng tập trung quanh Pozzuoli, núi Spaccata và Agnano (8.000–3.900 năm trước); và một hoạt động gần đây hơn về phía tây, nơi đã hình thành Hồ Averno và Monte Nuovo (Núi Mới) (cách đây 3.800–500 năm).
- Trầm tích núi lửa biểu thị sự phun trào đã được xác định niên đại vào các năm 315.000, 205.000, 157.000 và 18.000 năm trước.

### Lịch sử gần đây

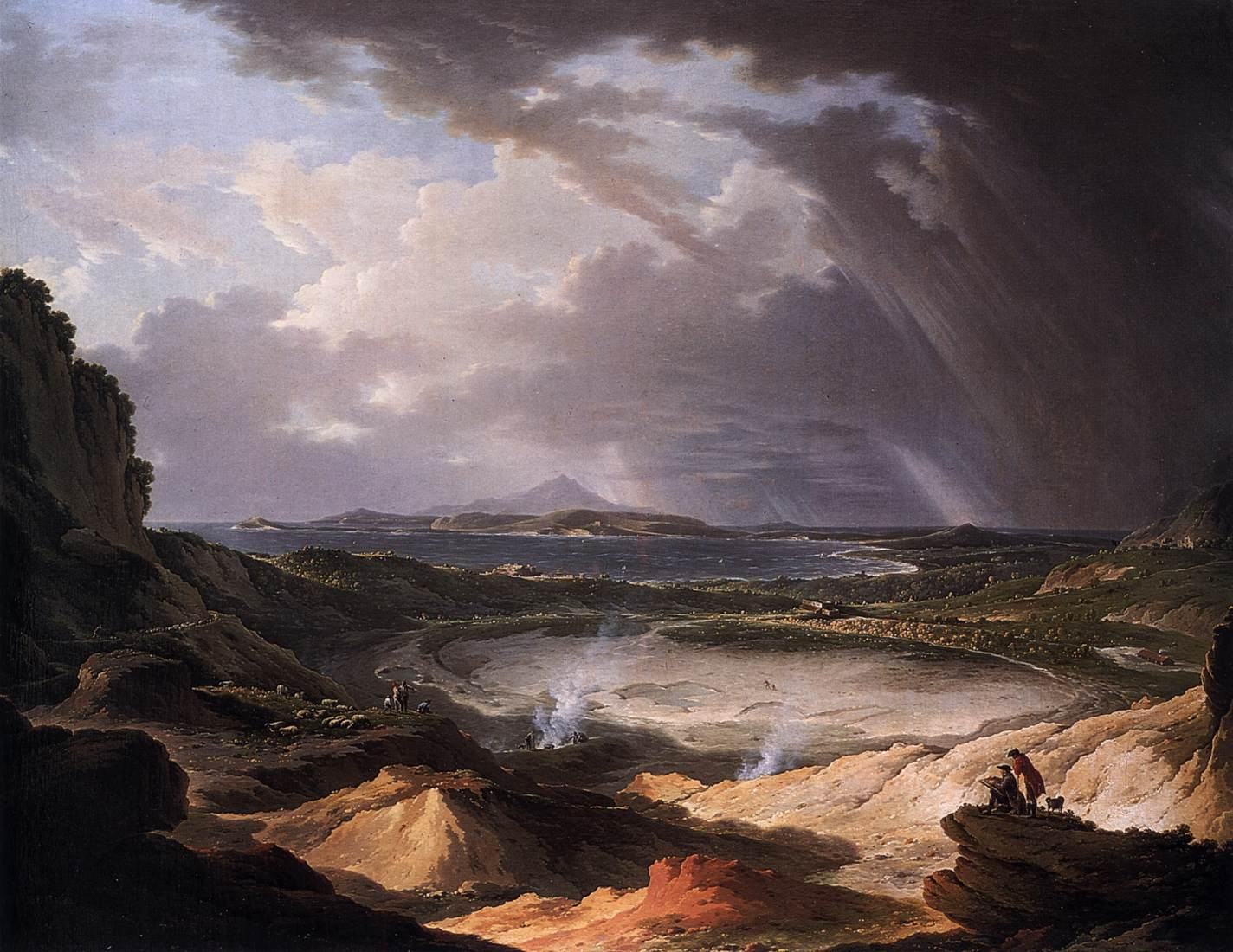
Lỗ nứt phun hơi tại Cánh đồng Phlegraei, tranh của Michael Wutky (những năm 1780)

Lòng hõm chảo, hiện tại cơ bản nằm ở độ cao ngang mặt đất, có thể được tham quan bằng bộ hành. Nó chứa nhiều khói, từ đó có thể nhìn thấy hơi nước bốc ra, và hơn 150 vũng (ở lần đếm cuối cùng) bùn sôi. Một số nón núi lửa và miệng núi lửa phụ nằm trong hõm chảo, một trong số chúng này được lấp đầy bởi hồ Averno.
Năm 1538, một vụ phun trào kéo dài 8 ngày trong khu vực đã tụ hội đủ vật chất để tạo ra một ngọn đồi mới, Monte Nuovo. Nó đã cao thêm khoảng 2 m (7 ft) từ kể từ năm 1970.
Hiện tại, khu vực cánh đồng Phlegraei bao gồm các phường Agnano và Fuorigrotta của Napoli, khu vực Pozzuoli, Bacoli, Monte di Procida, Quarto, quần đảo Phlegraei (như Ischia, Procida và Vivara).
Một bài báo trên tạp chí năm 2009 nói rằng hoạt động phun khí trên bề mặt của trung tâm hõm chảo gần Pozzuoli có thể báo trước một sự kiện phun trào trong vòng nhiều thập kỷ tới. Vào năm 2012, Chương trình Khoan Khoa học Lục địa Quốc tế đã lên kế hoạch khoan 3,5 kilômét (11.000 ft) dưới lòng đất tính từ bề mặt gần Pompeii, để theo dõi buồng magma nóng chảy khổng lồ bên dưới và đưa ra cảnh báo sớm về bất kỳ vụ phun trào nào. Các nhà khoa học địa phương lo ngại rằng việc khoan như vậy có thể gây ra một vụ phun trào hoặc động đất. Năm 2010, hội đồng thành phố Napoli đã tạm dừng dự án khoan. Các nhà khoa học của chương trình cho biết dự án khoan này không khác gì các hoạt động khoan công nghiệp trong khu vực. Thị trưởng mới được bầu sau đó đã cho phép dự án được tiếp tục. Một bài báo của Reuters nhấn mạnh rằng khu vực này có thể thức tỉnh một "siêu núi lửa" với hiểm họa giết chết hàng triệu người.
Một nghiên cứu từ Viện quốc gia Địa chất và Núi lửa cho thấy tình trạng bất ổn của núi lửa ở hõm chảo Phlegraei từ tháng 1 năm 2012 đến tháng 6 năm 2013 được đặc trưng bởi sự nâng mặt đất nhanh chóng khoảng 11 cm (4 in), với tốc độ cao nhất khoảng 3 cm (1 in) mỗi tháng trong tháng 12 năm 2012. Nó cho biết thêm rằng từ năm 1985 đến năm 2011, động lực của việc nâng mặt đất chủ yếu liên quan đến hệ thống thủy nhiệt của hõm chảo, và mối quan hệ này đã bị phá vỡ vào năm 2012. Cơ chế thúc đẩy của lực nâng mặt đất đã thay đổi thành sự dịch chuyển theo chu kỳ của magma trong một bể chứa magma hình bệ 3.000 m (9.843 ft) chiều sâu, 500 m (1.640 ft) về phía nam từ cảng Pozzuoli.
Vào tháng 12 năm 2016, hoạt động địa chất đã trở nên cao đến mức người ta lo sợ một vụ phun trào sắp xảy ra. Vào tháng 5 năm 2017, một nghiên cứu mới của UCL và Đài quan sát Vesuvius và được công bố trên tạp chí Nature Communications đã tiết lộ rằng một vụ phun trào có thể xảy ra gần hơn những gì đã nghĩ trước đây. Nghiên cứu cho thấy tình trạng bất ổn địa lý kể từ những năm 1950 có tác động tích lũy, gây ra sự tích tụ năng lượng trong lớp vỏ và khiến núi lửa dễ xảy ra phun trào hơn.
Vào ngày 21 tháng 8 năm 2017, một trận động đất mạnh 4 độ Richter đã xảy ra ở rìa phía tây của khu vực cánh đồng Phlegraei. Hai người thiệt mạng và nhiều người khác bị thương ở Casamicciola trên bờ biển phía bắc của đảo Ischia, nằm ở phía nam tâm chấn.

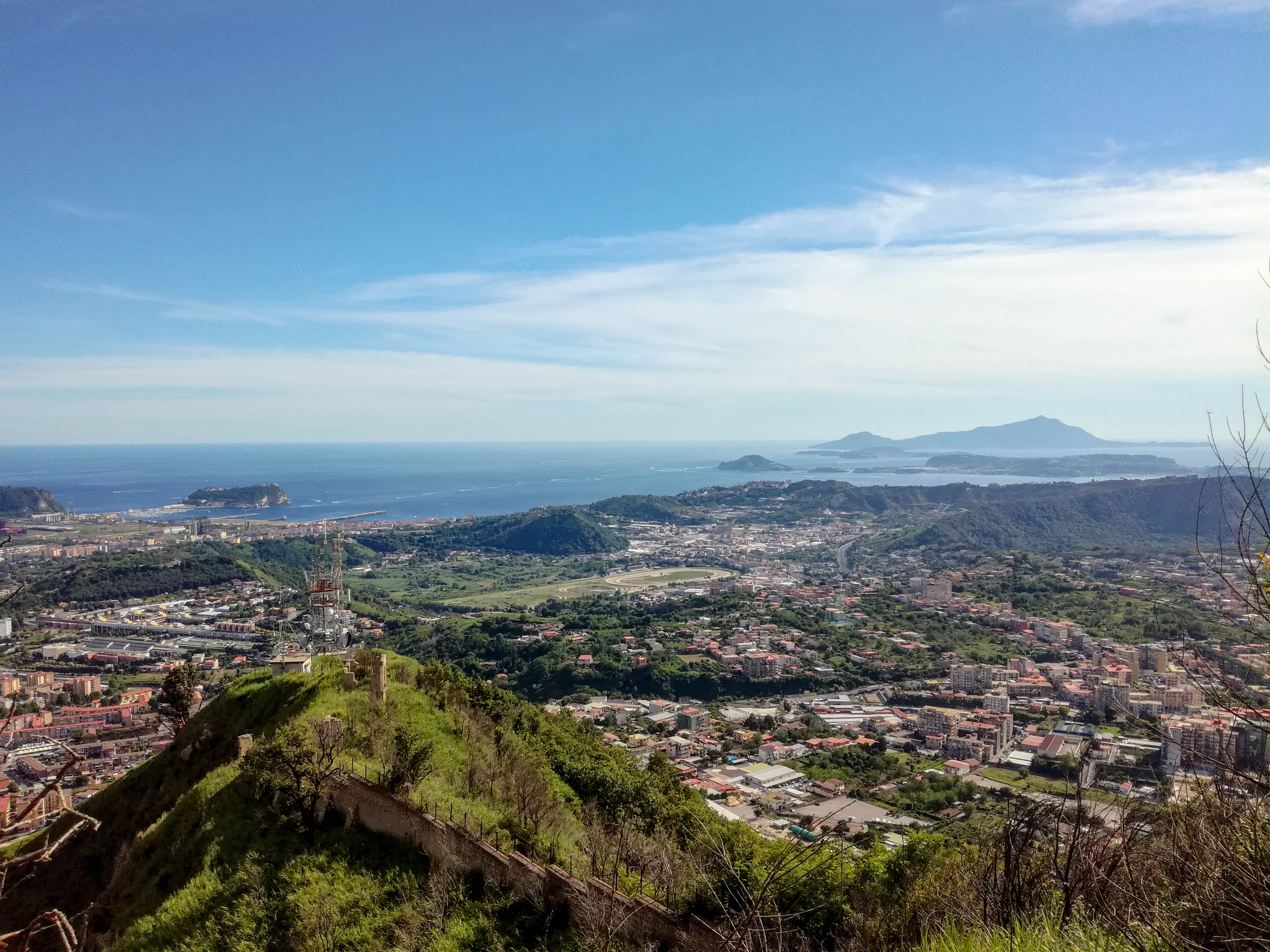
Cánh đồng Hỏa Diệm Phlegraei nhìn từ đồi Camaldoli, ngọn đồi cao nhất Napoli nằm tại ngoại ô phía Tây thành phố.

Một báo cáo tình trạng tháng 2 năm 2020 chỉ ra rằng hoạt đồng bề mặt xung quanh Pozzuoli tiếp tục ở mức ổn định với mức trung bình tối đa là 0,7 cm mỗi tháng kể từ tháng 7 năm 2017. Lượng khí thải và nhiệt độ các lỗ nứt phun hơi không thay đổi đáng kể.
Vào Chủ nhật ngày 26 tháng 4 năm 2020, một đám động đất vừa phải đã tấn công vào khu vực hõm chảo Phlegraei, bao gồm khoảng 34 trận động đất từ 0 đến 3,1 độ richter với đám rung động tập trung xung quanh thành phố cảng Pozzuoli. Trận động đất mạnh nhất trong chuỗi liên hoàn này là 3,1 độ richter, là trận động đất mạnh nhất trong hõm chảo tính từ bất ổn và tăng nhanh cuối cùng vào năm 1982-1984. Tuy nhiên, không có lỗ phun khí mới nào được báo cáo.
Trong bản tin hàng tuần kể từ ngày 6 tháng 4, INGV báo cáo rằng máy đo độ nghiêng RITE GPS có tốc độ nâng trung bình là 13mm mỗi tháng +/- 2mm. Trận động đất mạnh nhất kể từ ngày 29 tháng 3 là trận động đất 2,2 và trạm RITE GPS đã đo được mức tăng 72,5 CM kể từ tháng 1 năm 2011.

## Rượu vang
Rượu vang Ý, cả đỏ và trắng, với tên gọi Campi Flegrei chính gốc xuất phát từ khu vực này. Nho dành cho sản xuất rượu phải được thu hoạch với năng suất tối đa là 12 tấn/ha đối với giống nho đỏ và 13 tấn/ha đối với giống nho trắng. Rượu vang thành phẩm cần được lên men đến độ cồn tối thiểu là 11,5% đối với vang đỏ và 10,5% đối với vang trắng. Trong khi hầu hết các loại rượu vang Campi Flegrei là hỗn hợp, các loại rượu vang khác nhau có thể được làm từ các giống riêng lẻ, miễn là loại được sử dụng bao gồm ít nhất 90% hỗn hợp và rượu được lên men thành ít nhất 12% rượu đối với rượu đỏ và 11% đối với rượu trắng.
Vang đỏ Campi Flegrei là sự pha trộn của 50–70% Piedirosso, 10–30% Aglianico và/hoặc Sciascinoso và lên đến 10% các giống nho địa phương khác (cả đỏ và trắng). Rượu trắng bao gồm 50–70% Falanghina, 10–30% Biancolella và/hoặc Coda di Volpe, với 30% là các giống nho trắng địa phương khác.

## Tầm quan trọng văn hóa
Cánh đồng Hỏa Diễm Phlegraei có tầm quan trọng về chiến lược và văn hóa.
- Khu vực này được biết đến với người Hy Lạp cổ đại, có thuộc địa gần đó tại Cumae, nơi đóng quân của Sibyl Cumae.
- Bãi biển Miliscola, ở Bacoli, là trụ sở của học viện quân sự La Mã.
- Hồ Averno được cho là lối vào thế giới âm phủ, và được miêu tả như vậy trong Aeneid của Vergilius. Trong cuộc nội chiến giữa Augustus và Antonius, Agrippa đã cố gắng biến hồ thành một cảng quân sự, Portus Julius.
- Baiae, bây giờ nằm dưới nước, là một khu nghỉ mát ven biển thời thượng và là địa điểm của các biệt thự mùa hè của Julius Caesar, Nero và Hadrianus (đã qua đời ở đó).
- Ở Pozzuoli có công trình Đấu trường vòng cung, là đấu trường vòng cung lớn thứ ba của Ý sau Đấu trường La Mã và Đấu trường Capua.
- Via Appia đi qua huyện Quarto, hoàn toàn được xây dựng trên một miệng núi lửa đã tắt.
- Hang Chó, một điểm thu hút khách du lịch nổi tiếng trong thời cận hiện đại, nằm ở phía đông của cánh đồng Hỏa Diệm.
- Ngọn núi trẻ nhất châu Âu,[24] Monte Nuovo, tọa lạc ở đây. Một ốc đảo WWF nằm bên cạnh miệng núi lửa Astroni khổng lồ.
- Các ngôi mộ của Agrippina Trưởng lão và Scipio Africanus đều ở đây.
- Tại Baiae, huyện Bacoli, khu phức hợp suối nước nóng cổ xưa nhất được xây dựng cho những người La Mã giàu có nhất. Nó bao gồm mái vòm cổ đại lớn nhất trên thế giới trước khi xây dựng Pantheon tại thành Roma.
- Nhà văn và ký giả truyền hình thiên văn Patrick Moore từng trích dẫn khu cánh đồng này như một ví dụ về lý do tại sao các hố va chạm trên Mặt trăng phải có nguồn gốc từ núi lửa, điều này được cho là đã từng xảy ra cho đến những năm 1960.
- Có một giả thuyết cho rằng vụ siêu phun nào Campanian Ignimbrite xung quanh khoảng 39.280 ± 110 năm trước đây đã góp phần vào sự diệt vong của người Neanderthal, dựa trên bằng chứng từ hang động Mezmaiskaya trong dãy núi Caucasus ở miền nam nước Nga.[25]